# 坂本裕次郎
坂本 裕次郎（さかもと ゆうじろう、1980年4月18日 - ）は、日本の元漫画家、漫画編集者。東京都出身。2025年現在株式会社コミックルームに在籍。
好きな漫画は『いぬまるだしっ』。別名義に坂本 次郎（さかもと つぎろう）がある。

## 略歴
2001年、「MOHHII UKKII」で第58回（5月期）天下一漫画賞にて最終候補となる。
2003年、「KING OR CURSE」で第65回（2003年上期）手塚賞準入選。
集英社『週刊少年ジャンプ』2004年35号に掲載された『タカヤ-おとなりさんパニック!-』で第1回金未来杯グランプリを受賞。同誌2005年25号から2006年12号まで『タカヤ -閃武学園激闘伝-』（2006年13号より『タカヤ -夜明けの炎刃王-』）を連載した。
『タカヤ』の連載終了後は、坂本が原作、アシスタントをしていたミウラタダヒロが作画で漫画を制作。
その後30代から持病となった腰痛が悪化したことで漫画の執筆作業に支障を来すようになったが、2010年代から日本でも流行り始めたウェブトゥーンの作品『MASKMEN』の制作に参加しネームを担当、この頃に漫画制作会社コミックルーム代表の石橋和章に出会い、石橋に誘われる形でコミックルームに入社し、漫画家を廃業し編集者に転向した。コミックルームに所属してからは『神域の巫女〜無能のフリをして、今日も平和に過ごします〜』（作画：おだやか）などの作品でネームを担当、その過程でネームを会社全体で研究し、そのノウハウをマニュアル化、社内で共有されるようになった。2025年8月にはコミックルームが初めて自社で立ち上げるWeb雑誌『COMIC ROOM BASE』の編集長に就任している。

## 人物
作品制作にComicStudioを使用している。同ソフトに収録されている素材集をそのまま作品内の背景に使用しており、ComicStudioを販売するセルシスの社員に『MacPeople』誌上で「男らしい使い方」と評されていた。
大石浩二や岩代俊明とは夜通し漫画論について語り合ったり、『NARUTO -ナルト- 激闘忍者大戦!』で遊んだりするなどかなり仲がいい模様。
好物は寿司、炙りサーモン、うに、カレー、焼肉、ビール、納豆卵かけご飯など。

## 作品リスト

### 連載
- タカヤ（全6巻）
  - タカヤ -閃武学園激闘伝-（『週刊少年ジャンプ』・2005年25号～2006年12号） - 全38撃・全5巻。
  - タカヤ -夜明けの炎刃王-（『週刊少年ジャンプ』・2006年13号～26号） - 全12話・全1巻。
- カンピオーネ!（坂本次郎名義、原作：丈月城、キャラクター原案：シコルスキー、『スーパーダッシュ&ゴー!』2011年12月号 - 2013年6月号、全3巻）
- 恋染紅葉（坂本次郎名義、原作担当、漫画：ミウラタダヒロ、『週刊少年ジャンプ』2012年23号 - 52号、全4巻）
- シャドウニュート 再生能力で目指すＳ級最強！（作画：大寺義史、『Cycomic』・2020年3月23日～12月28日）

### 読み切り
- タカヤ -おとなりさんパニック!!-（『週刊少年ジャンプ』2004年35号 金未来杯グランプリ） - 『タカヤ』第1巻に収録。
- デス学!!!（『青マルジャンプ』） - 『タカヤ』第4巻に収録。
- 吉野くんの告白（『赤マルジャンプ』2004年SPRING） - 『タカヤ』第5巻に収録。
- KING OR CURSE（『週刊少年ジャンプ』2003年29号 355頁 - 385頁、第65回手塚賞準入選）
- 突撃!!宇宙撃滅隊!!（『赤マルジャンプ』2007年WINTER）
- ふぁみドル!（坂本次郎名義、原作担当、漫画：ミウラタダヒロ、『少年ジャンプNEXT!』2011年SPRING掲載、『恋染紅葉』第2巻に収録）
- 恋染紅葉（坂本次郎名義、原作担当、漫画：ミウラタダヒロ、『週刊少年ジャンプ』2012年9号掲載、『恋染紅葉』第1巻に収録）